# Бяла-Слатина (община)
Бяла-Слатина (болг. Община Бяла Слатина) — община в Болгарии. Входит в состав Врачанской области. Население составляет 29 619 человек (на 15 мая 2008 года).
Административный центр — город Бяла-Слатина.

## Состав общины
В состав общины входят следующие населённые пункты:
1. Алтимир
2. Буковец
3. Бырдарски-Геран
4. Быркачево
5. Бяла-Слатина
6. Враняк
7. Габаре
8. Галиче
9. Драшан
10. Комарево
11. Попица
12. Соколаре
13. Тлачене
14. Тырнава
15. Тырнак